# 烏爾納姆法典
《乌尔纳姆法典》，又稱《乌尔那木法典》或《吾珥南模法典》，是由乌尔纳姆頒發、已知現存最早的成文法典，也是古代楔形文字法的早期代表法典，出土自美索不達米亞地区，於約前2100年至前2050年以楔形文字寫在泥板上。
雖然前言部份將此法典歸功於乌尔王乌尔纳姆（前2113年–前2096年），一些歷史學家認為此法典其實由其子舒尔吉所頒發。這法典的第一個副本（在尼普爾出土的2塊殘片），由塞缪尔·诺亚·克莱默在1952年翻譯。基於其部份保存，只有序言和5條法律可辨。其它泥板在乌尔出土並於1965年被翻譯，使57條法律當中的40條能被重構。另有一些在西帕尔出土的副本則包含輕微變種。
已发现的最早的法典的抄本大约形成于巴比伦时代。残片中的内容包括序言和部分正文，尚未发现楔形文字法中常见的结语部分。法典的序言宣称，神授予乌尔纳姆统治权力，乌尔纳姆在人世间的行为是按照神意确立正义和社会秩序，并列举了他在保护贫弱、抑制豪强等方面所采取的措施。从已有的条文看，法典的主要内容是对犯罪、刑罚、诉讼程序和婚姻家庭等方面的规定。如逃亡奴隶的奴隶主要给予抓回奴隶的捕捉者适当的报酬；女奴对女主人不敬要予以体罚；杀人、抢劫等严重暴力性犯罪处以死刑；伤害他人的身体要被处以罚款；巫术、通奸等犯罪可以神明裁判的方式审判；作伪证将被处以罚款；破坏他人耕地者要支付食物赔偿；妇女犯通奸罪可被处死，而与之通奸的男子却不得被处死。法典中对于人身侵害的惩罚主要采取罚金赔偿的形式,如打掉他人牙齿，赔偿2谢克尔，而末有《汉谟拉比法典》中出现的同态复仇。
《乌尔纳姆法典》是一部具有世界历史意义的法律，它表明苏美尔文明的法律体系已经经历了很长时间的发展，达到了较为成熟的水平，无论在内容上还是形式上，该法典都呈现出早期楔形文字法的基本特征，在法律文明史上占有重要的地位，对后来包括《汉谟拉比法典》在内的楔形文字法典的制定产生了很大的影响。